# Jiří Benedikt von Ogilvy
Jiří Benedikt von Ogilvy (německy: Georg Benedikt Freiherr von Ogilvy, Baron Ogilvy de Muirtown), (19. března 1651 Želešice – 10. října 1710 Gdaňsk) byl císařský polním podmaršálkem, polsko-saským a ruským polní maršálem.

## Životopis

### Původ
Jiří Benedikt byl synem barona Jiřího Jakuba Ogilvyho ( původně: O´Gilvy) a jeho manželky Euphrosiny Veroniky von Reitsperg. V roce 1653 získal jeho otec český inkolát a byl velitel Brna a Špilberku. Jiří Jakub byl synem Francise Ogilvyho of Smiddyhill a vnukem Jamese Ogilvyho, 5. lorda Ogilvyho of Airlie ze skotského rodinného klanu Ogilvy.

### Vojenská kariéra
V roce 1664 vstoupil do regimentu císařského generála Waltera Leslieho, poté se stal postupně desátníkem, seržantem, podporučíkem a poručíkem. V roce 1677 se stal majorem v pluku knížete markraběte Ludvíka Viléma I. Badenského. V roce 1683 byl jmenován podplukovníkem a v roce 1689 velitelem bělehradské pevnosti. Za své zásluhy získal od římského císaře Leopolda I. titul císařského komorníka, ale již roku 1691 byl velitelem a vlastníkem jednoho z německých pluků. Se svými vojáky se účastnil bojů proti Dánům. V následujících letech se opět přesunul na jih a v roce 1696 se stal velitelem města Tokaje v Uhrách a byl jmenován generálmajorem (Generalfeldwachtmeister). Roku 1702 se přesunul k rýnské armádě a účastnil se obléhání Landau, tam byl jmenován polním podmaršálkem. V roce 1704 vystoupil z císařských služeb a odešel na žádost cara Petra I. Velikého do jeho služeb jako náhrada za zesnulého Françoise Le Forta. Účastnil se severní války, v roce 1704 velel obléhání Narvy, kterou následně dobyl i nedaleký hrad Ivanogrod. Za tyto úspěchy obdržel Řád bílé orlice od polského krále Augusta II. a nakonec roku 1706 vstoupil do polských služeb. V roce 1710 zemřel při obléhání Gdaňska. Pohřben byl ve Varšavě.

## Rodina
V 1708 koupil za 120 000 zlatých od potomků Jana de la Crone panství Záhořany se zámkem a statek Tašov. Jeho manželkou byla Marie Anastasie von Zuckmantel zu Brumath. Jeho dědicem byl syn Heřman Karel Ogilvy.